# Lia Neal
Pour les articles homonymes, voir Neal.
Lia Neal, née le 13 février 1995 à Brooklyn (New York), est une nageuse américaine, spécialiste du 100 m nage libre. 

## Biographie
Championne du monde junior du 100 m nage libre en 2011 à Lima, elle est médaillée de bronze au relais 4 × 100 m nage libre aux Jeux olympiques de Londres 2012 avec Missy Franklin, Jessica Hardy et Allison Schmitt. 

## Palmarès

### Jeux olympiques
- Jeux olympiques de 2012 à Londres ( Royaume-Uni) :
  -  Médaille de bronze au titre du relais 4 × 100 m nage libre

- Jeux olympiques de 2016 à Rio de Janeiro ( Brésil) :
  -  Médaille d'argent au titre du relais 4 × 100 m nage libre[1].

### Championnats du monde

#### Grand bassin
- Championnats du monde 2015 à Kazan :
  -  Médaille de bronze du relais 4 × 100 m nage libre
  -  Médaille d'argent du relais 4 × 100 m quatre nages mixte (participe uniquement aux séries)
- Championnats du monde 2017 à Budapest :
  -  Médaille d'or du relais 4 × 100 m nage libre (participe uniquement aux séries)
  -  Médaille d'or du relais 4 × 100 m nage libre mixte (participe uniquement aux séries)
- Championnats du monde 2019 à Gwangju :
  -  Médaille d'argent du relais 4 × 100 m nage libre (participe uniquement aux séries)

#### Petit bassin
- Championnats du monde 2012 à Istanbul (Turquie) :
  -  Médaille d'or au titre du relais 4 × 100 m nage libre
  -  Médaille de bronze au titre du relais 4 × 100 m 4 nages[1]